# 1974 Caupolican
1974 Caupolican este un asteroid din centura principală, descoperit pe 18 iulie 1968 de Carlos Torres.